# Roa (peixe)
Roa é um gênero de peixe-borboleta da família Chaetodontidae.  Podendo ser encontrado no Oceano Índico e Oceano Pacífico.

## Espécies
- Roa australis
- Roa excelsa
- Roa haraguchiae
- Roa jayakari
- Roa modesta
- Roa rumsfeldi
- Roa semilunaris[2][3]
- Roa uejoi[2][3]

## Galeria

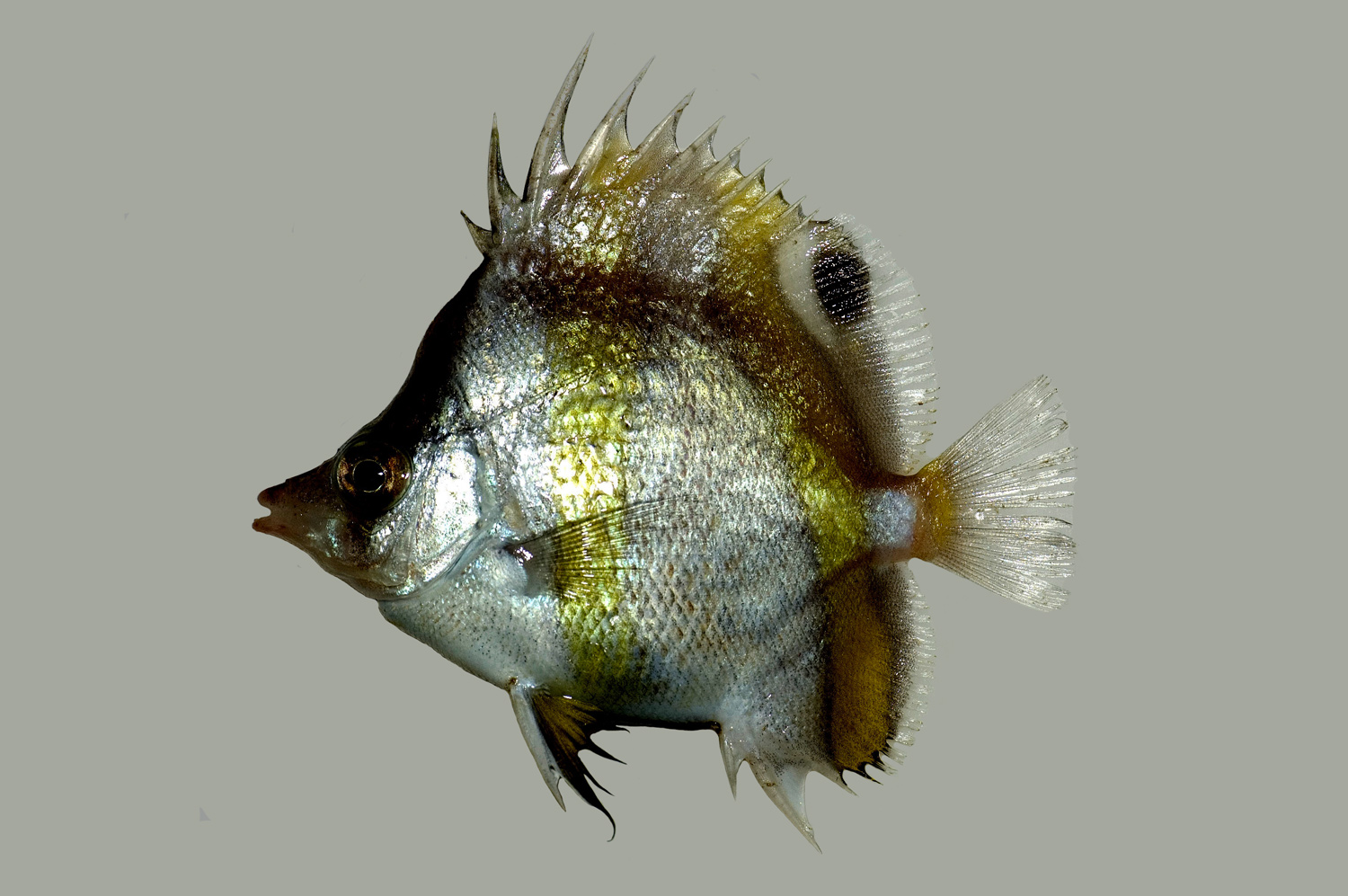
Roa australis
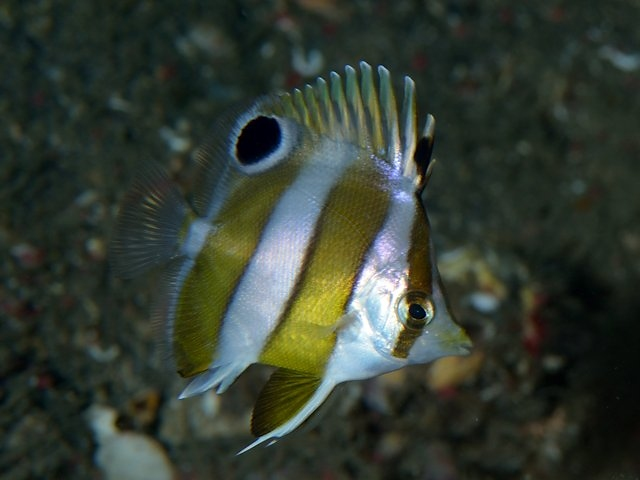
Roa modesta